# Religia na Łotwie

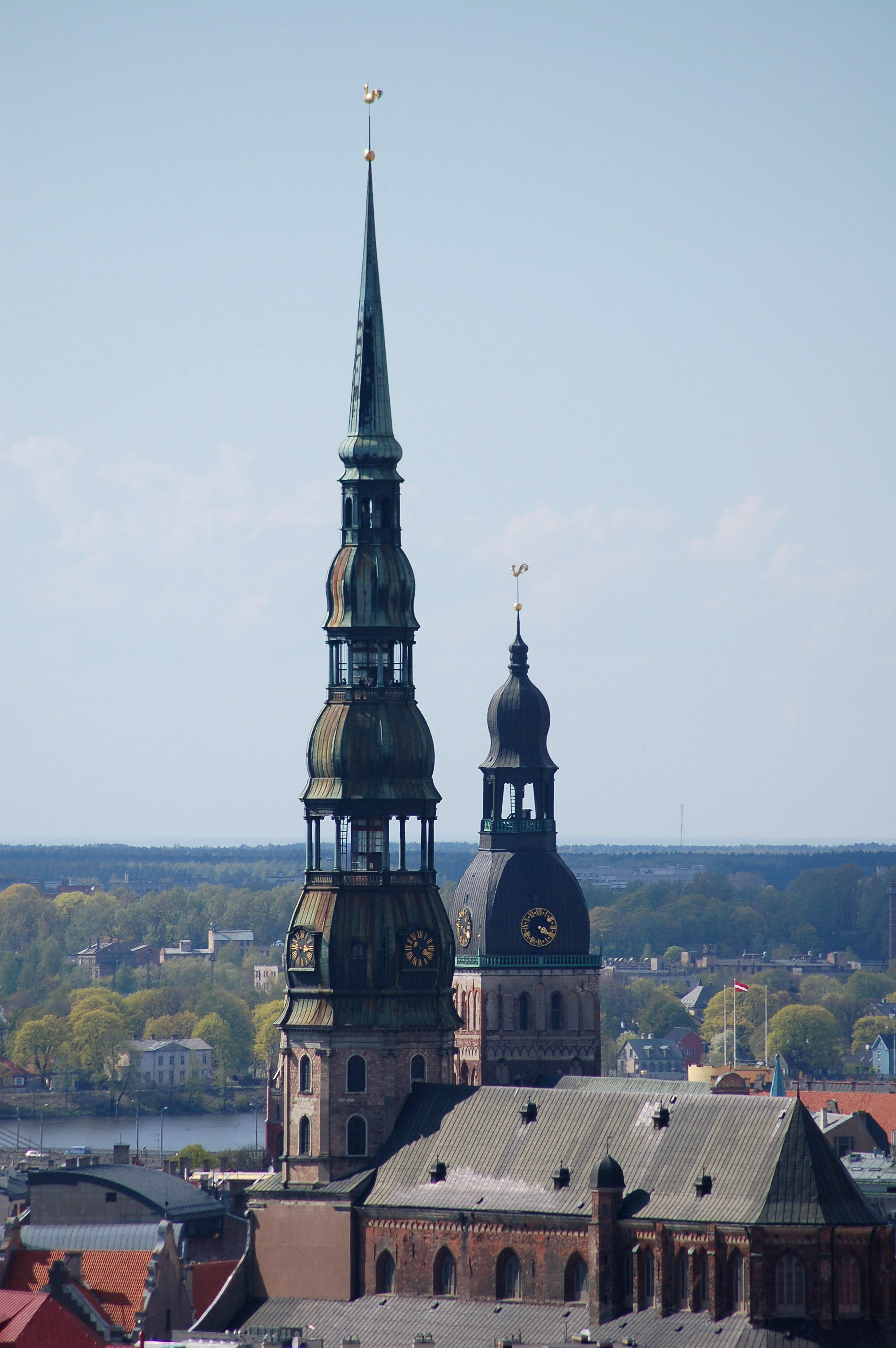
Kościół św. Piotra w Rydze

Główną, tradycyjnie praktykowaną religią na Łotwie jest chrześcijaństwo. Najliczniej praktykowanym wyznaniem chrześcijańskim wśród etnicznych Łotyszy, z powodu silnych historycznych związków z krajami skandynawskimi i północnymi Niemcami, jest luteranizm. We wschodniej Łotwie, głównie ze względu na polskie wpływy, najbardziej rozpowszechniony jest katolicyzm. Trzecim co do wielkości kościołem chrześcijańskim na Łotwie, z przeważającą większością członków będących sowieckimi imigrantami rosyjskojęzycznymi oraz ich potomkami, jest Łotewski Kościół Prawosławny. Duża część Łotyszy nie wyznaje żadnej religii.
Zgodnie z badaniami przeprowadzonymi przez Pew Research Center w 2010 roku: 20,1% mieszkańców Łotwy identyfikuje się z protestantyzmem. Następnie 19,1% wyznaje katolicyzm, 16,5% wyznaje prawosławie. 43,8% nie jest związanych z żadną religią, a 0,5% wyznaje inne religie.
Według najnowszego sondażu Eurobarometru z 2010 roku odpowiedzi mieszkańców Łotwy na pytania w sprawie wiary były następujące:
- 38% – „Wierzę w istnienie Boga”,
- 48% – „Wierzę w istnienie pewnego rodzaju ducha lub siły życiowej”,
- 11% – „Nie wierzę w żaden rodzaj ducha, Boga lub siły życiowej”.
- 3% – „Nie wiem”

## Liczebność wyznań (dane statystyczne)
Liczba wyznawców poszczególnych denominacji na Łotwie według spisu powszechnego przeprowadzonego w 2011 roku przedstawia się następująco:
| Religie/Kościoły               | Liczba wiernych | Procent ludności |
| ------------------------------ | --------------- | ---------------- |
| Luteranie                      | 708 773         | 34,28%           |
| Katolicy                       | 500 000         | 24,2%            |
| Prawosławni                    | 370 000         | 17,9%            |
| Staroobrzędowcy                | 34 517          | 1,67%            |
| Baptyści                       | 6930            | 0,34%            |
| Chrześcijanie ewangeliczni (2) | 4642            | 0,22%            |
| Adwentyści Dnia Siódmego       | 4046            | 0,2%             |
| Zielonoświątkowcy              | 3268            | 0,16%            |
| New Generation Church          | 3020            | 0,15%            |
| Świadkowie Jehowy (2022)       | 2101            | 0,1%             |
| Kościół Nowoapostolski         | 1268            | 0,06%            |
| Mormoni                        | 852             | 0,04%            |
| Metodyści                      | 751             | 0,04%            |
| Dievturība                     | 663             | 0,03%            |
| Luteranie augsburscy           | 581             | 0,03%            |
| Armia Zbawienia                | 464             | 0,02%            |
| Judaizm                        | 416             | 0,02%            |
| Muzułmanie                     | 319             | 0,015%           |
| Niemieccy luteranie            | 308             | 0,015%           |